# Espiye

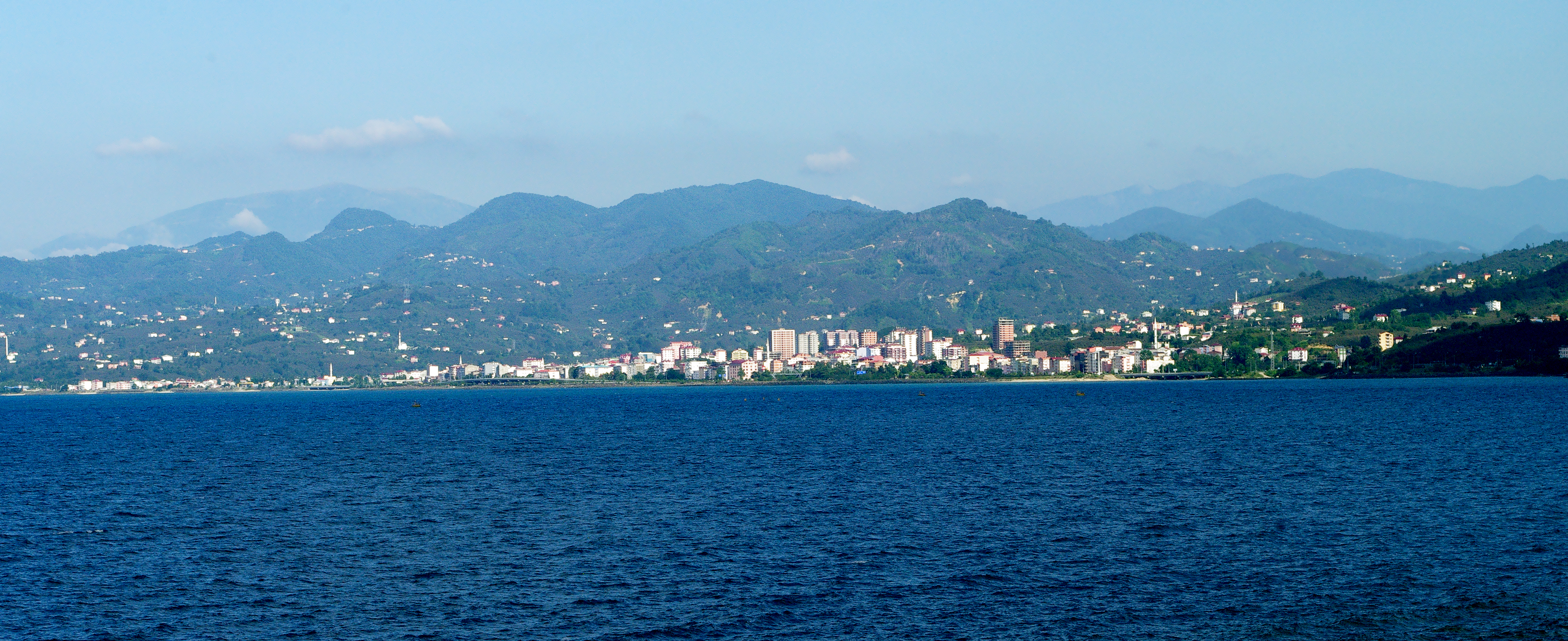
Espiye

Espiye ist eine türkische Stadt und zugleich Verwaltungszentrum des gleichnamigen Landkreises. Die Stadt liegt ca. 32 km östlich der Provinzhauptstadt Giresun. Der Ort wurde 1954 zu einer Gemeinde (Belediye) erhoben und liegt an der Schwarzmeerküste zwischen den Flussmündungen von Yağlıdere Çayı im Westen und Gelevera Deresi im Osten.
Der Landkreis wurde 1957 vom Kreis Tirebolu abgespalten (Gesetz Nr. 7033). Er war bis zu seiner Selbständigkeit eine Nahiye (Esbiye Nahiyesi) in diesem Kreis und hatte zur letzten Volkszählung (im Oktober 1955) 10.182 Einwohner in 15 Ortschaften. Er grenzt im Westen an den Kreis Keşap, im Süden an den Kreis Yağlıdere sowie im Osten an die Kreise Tirebolu und Güce. Die Bevölkerungsdichte ist mit 147,2 mehr als doppelt so hoch wie der Provinzdurchschnitt von 64,4 Einw. je km².
Neben der Kreisstadt gibt es mit Soğukpınar	(2471 Einw.) eine weitere Gemeinde (Belediye). Zum Kreis gehören auch noch 31 Dörfer (Köy) mit durchschnittlich 262 Bewohnern. Ericek ist mit 828 Einwohnern das größte Dorf.